# Rhagophthalmus obscurus
Rhagophthalmus obscurus är en skalbaggsart som beskrevs av Maurice Pic 1917. Rhagophthalmus obscurus ingår i släktet Rhagophthalmus och familjen Rhagophthalmidae. Inga underarter finns listade i Catalogue of Life.